# جورج هاريس (سياسي)
جورج هاريس (بالإنجليزية: George Harris)‏ هو سياسي أسترالي، ولد في 1831 في لندن في المملكة المتحدة، وتوفي في 1891 في بريزبان في أستراليا. انتخب Member of the Queensland Legislative Council ‏ (23 مايو 1860 – 31 أغسطس 1876).